# Liste der Bodendenkmale in Wiedenborstel
In der Liste der Bodendenkmale in Wiedenborstel sind die Bodendenkmale der Gemeinde Wiedenborstel nach dem Stand der Bodendenkmalliste des Archäologischen Landesamts Schleswig-Holstein von 2016 aufgelistet.
| Denkmal-ID           | Befundart           | Bezeichnung         | Zeitstellung                 | Lage | Bemerkungen | Bild |
| -------------------- | ------------------- | ------------------- | ---------------------------- | ---- | ----------- | ---- |
| aKD-ALSH-Nr. 004 794 | Grabmal > Grabhügel | Grabhügel           | Vor- und/oder Frühgeschichte |      |             |      |
| aKD-ALSH-Nr. 004 795 | Grabmal > Grabhügel | Grabhügel           | Vor- und/oder Frühgeschichte |      |             |      |
| aKD-ALSH-Nr. 004 796 | Grabmal > Langbett  | Langbett/Steinreihe | Neolithikum                  |      |             |      |
| aKD-ALSH-Nr. 004 797 | Grabmal > Grabhügel | Grabhügel           | Vor- und/oder Frühgeschichte |      |             |      |